# Scheepvaart

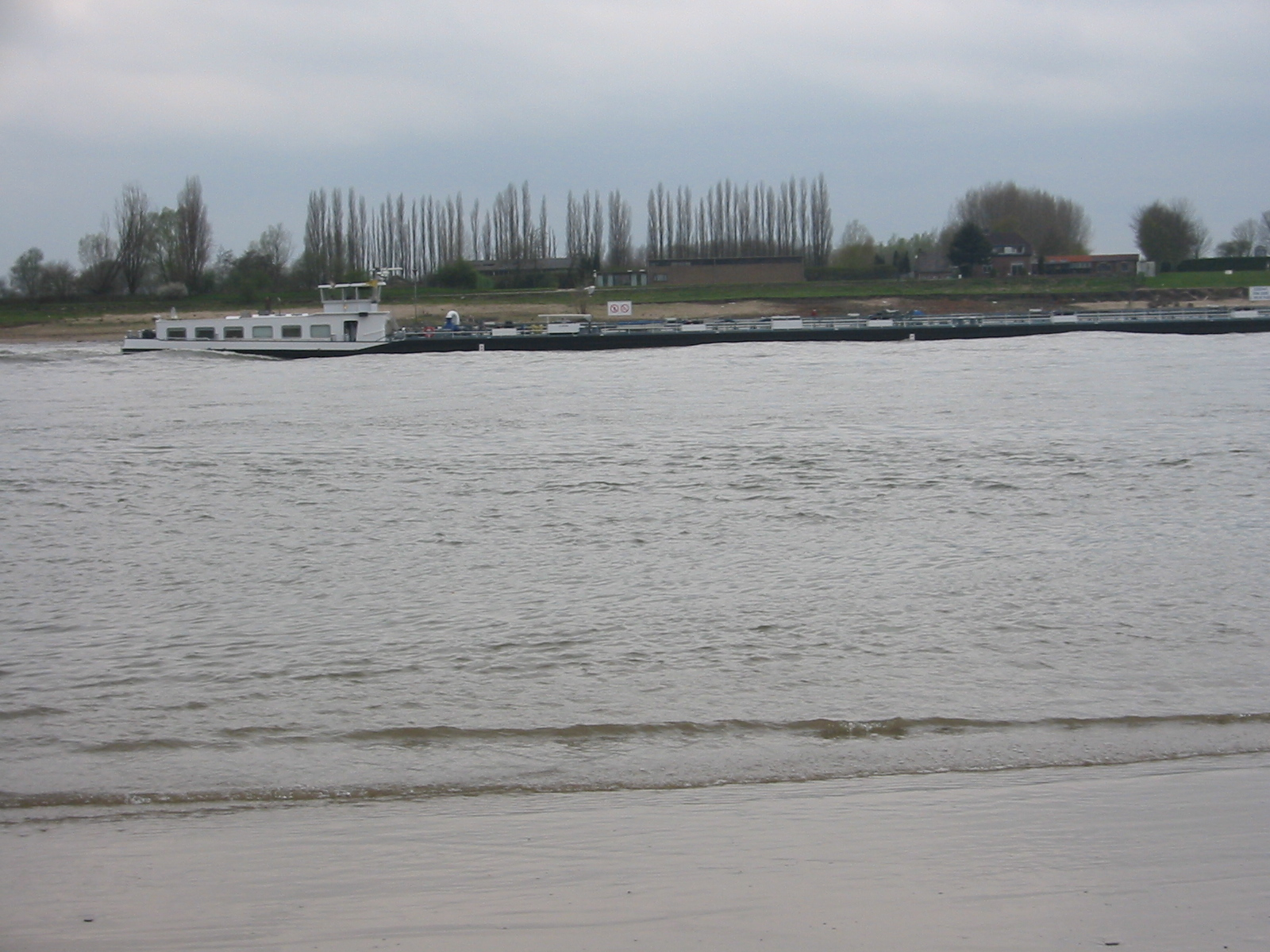
Binnenvaartschip

De scheepvaart is het vervoer en verkeer van goederen, mensen en dieren over water. Het gaat terug tot voor de geschreven geschiedenis. Tegenwoordig is de scheepvaart te verdelen in zeevaart, binnenvaart en visserij. Bijna 90% van de wereldhandel verloopt via scheepvaart. Ook wordt er onderscheid gemaakt tussen beroepsvaart en pleziervaart.

## Zeevaart
Zeevaart is onder te verdelen in de koopvaardij en de marine. De grootste bewegende objecten die door de mens gemaakt zijn, zijn in deze categorie te vinden.

### Geschiedenis

#### Verdrag van Tordesillas
In 1494 werd met het Verdrag van Tordesillas de opdeling van de niet-Europese wereld tussen Spanje en Portugal - die de eerste ontdekkingsreizen organiseerden - geregeld.
Paus Alexander VI bepaalde na de ontdekking van de Nieuwe Wereld dat alles ten westen van een bepaalde lijn (480 km van Kaap Verde) toebehoorde aan Spanje, en alles ten oosten daarvan aan Portugal. In het verdrag van Tordesillas stemde Spanje ermee in dat deze lijn naar het zuiden werd verlegd (1170 km van Kaap Verde). Hierdoor werd het later ontdekte Brazilië Portugees bezit. Bij het Verdrag van Zaragoza (1529) werd deze lijn tot in de Stille Oceaan doorgetrokken.
Deze demarcatielijn zorgde er ook voor dat de zeeën verdeeld werden tussen de Portugezen en de Spanjaarden.

#### Mare Liberum
In 1604 publiceerde Hugo de Groot De iure praedae (over het buitrecht), inclusief Mare liberum (de vrije zee). Hierin formuleerde hij het nieuwe principe dat de zee een internationaal gebied was en dat alle landen vrij in het gebruik daarvan waren voor de handel. Dit werk was de ideologische grond waarop de Republiek der Zeven Verenigde Nederlanden diverse handelsmonopolies open kon breken met de enorme zeemacht.

#### Mare Clausum
Engeland, dat in een hevige strijd was verwikkeld met de Nederlanders over de dominantie van de wereldhandel, was het hier niet mee eens en eiste de soevereiniteit over de wateren rond de Britse Eilanden. In Mare clausum (1635) probeerde John Selden te bewijzen dat het net zo goed mogelijk was om een stuk zee toe te eigenen als een stuk land.

#### De Dominio Maris
Omdat er door de tegengestelde belangen conflicten ontstonden, matigden de maritieme staten hun eisen en baseerden ze hun eisen op het aantal mijlen dat zich uitstrekt vanaf zee. Een werkbare methode werd gevonden door Cornelis van Bijnkershoek in zijn De dominio maris (1702), waarbij het gebied beperkt werd tot het bereik van een kanon. Dit werd algemeen geaccepteerd en uitgewerkt tot de driemijlslimiet.

#### Engelse Scheepvaartwetten
Het dispuut zou later belangrijke economische gevolgen hebben. De Nederlandse Republiek hing het idee van vrijhandel aan (hoewel het een monopolie op nootmuskaat en kruidnagel in de Molukken in stand hield). Engeland nam de Act of Navigation aan in 1651, waarbij het alleen werd toegestaan voor Engelse schepen om aan te leggen in Engelse havens, of schepen uit het land waar de goederen vandaan kwamen. Dit was de aanleiding voor de Eerste Engels-Nederlandse Oorlog (1652 - 1654).

#### Latere verdragen
Op 14 maart 1857 werd het Verdrag van Kopenhagen getekend, waarbij Denemarken afzag van de Sonttol. Overigens hadden de Nederlanden al sinds de Vrede van Kopenhagen in 1441 met tussenpozen vrije doorgang door de Sont.
Het Verdrag van Montreux, dat afgesloten werd op 20 juli 1936, regelt de vrije doorgang door de Bosporus en de Dardanellen.

#### IMO
Dit alles leidde tot het VN-Zeerechtverdrag. In 1948 werd de Inter-Governmental Maritime Consultative Organization opgericht, in 1982 omgedoopt in de International Maritime Organization. Deze heeft in de loop der jaren een aantal bepalingen vastgelegd over de grenzen van de internationale wateren.

## Binnenvaart

### Geschiedenis
De binnenvaart heeft minder tot de verbeelding aansprekende geschiedenis dan de zeevaart. Het varen over de rivieren, kanalen en ander binnenwater is minder beschreven. Het is gewoner, meer vanzelfsprekend.

### Herziene Rijnvaartakte
Op 17 oktober 1868 werd een verdrag gesloten, dat vanaf die tijd bekend is onder de naam Herziene Rijnvaartakte (Akte van Mannheim). Op 17 oktober 1963 werd het verdrag te Straatsburg opnieuw herzien. De Europese welvaart is mede te danken aan de vrije vaart van schepen op de Rijn. In het belangrijke Aanvullend Protocol nr. 2 wordt een nieuwe definitie van het beginsel van de vrijheid van scheepvaart gegeven, waarbij bovendien de voorwaarden waaronder personen en goederen op de Rijn vervoerd mogen worden zijn vastgesteld en het criterium van het toebehoren tot de Rijnvaart is vastgelegd.

## Visserij
Visserij is een verzamelnaam voor alle menselijke activiteiten met als doel organismen uit het water te halen, zoals vissen, week-, schaal- en schelpdieren, zoogdieren, algen en wieren.

## Emissies en vervuiling
Vooral door het gebruik van stookolie stoot de scheepvaart veel koolstofdioxide, zwaveloxiden en stikstofoxide uit. De scheepvaart is hierdoor verantwoordelijk voor ongeveer 3 procent van alle door de mens veroorzaakte broeikasgassen. Als er geen maatregelen worden genomen, zal dit percentage snel stijgen door de snelle groei van de scheepvaart.

## Spreekwoorden en gezegdes
Door de grote betekenis van de scheepvaart voor de Lage Landen is een fors aantal uitdrukkingen uit de scheepvaart overgenomen in het normale spraakgebruik als spreekwoord of gezegde. Deze zegswijzen hebben een overdrachtelijke betekenis gekregen die vaak niets meer met deze wereld van doen heeft. Een aantal voorbeelden daarvan zijn
- Recht door zee zijn
- In iemands kielzog zitten/varen
- In iemands vaarwater zitten
- Iemand de loef afsteken
- Iemand de wind uit de zeilen nemen
- Iemand aftuigen
- Ergens verzeild raken
- Het roer omgooien
- Het roer uit handen geven
- De steven wenden
- Voor pampus liggen
- Wie appels vaart die appels eet
- Overstag gaan
- Het loopt de spuigaten uit
- Iets achterbaks uithalen
- Aan lager wal raken
- Alle zeilen bijzetten